# Marc Holtz
Marc Holtz (* 19. August 1978) ist ein luxemburgischer Poolbillardspieler.

## Karriere
1993 gewann Marc Holtz mit Bronze im 8-Ball der Schüler erstmals eine Medaille bei der Jugend-Europameisterschaft. Ein Jahr später wurde er im Finale gegen den Norweger Thomas Jomne Schüler-Europameister im 14/1 endlos. 1995 wurde er 14/1-endlos-Europameister der Junioren. Bei der Jugend-EM 1996 unterlag er im 14/1-endlos-Finale der Junioren dem Deutschen Thorsten Hohmann und wurde durch einen Finalsieg gegen Cristian Gotemann 9-Ball-Europameister.
Im Oktober 2000 gewann Holtz mit dem dritten Platz bei den Finland Open seine bislang einzige Euro-Tour-Medaille. Bei der 9-Ball-Weltmeisterschaft 2001 kam Holtz auf den 33. Platz. Ein Jahr später schied er bereits in der Vorrunde aus. Bei der 9-Ball-WM 2003 erreichte Holtz das Sechzehntelfinale und unterlag dort dem Kanadier Luc Salvas nur knapp mit 8:9. 2004 schied er erneut in der Vorrunde aus. Bei der EM 2004 wurde Holtz Fünfter im 14/1 endlos. Im Juni 2006 gewann er im Finale gegen Sascha Trautmann den Ardennen Cup. 2013 erreichte Holtz dort erneut das Finale, unterlag jedoch dem Tschechen Roman Hybler mit 3:6.